# This Is My Truth Tell Me Yours
This Is My Truth Tell Me Yours es el quinto álbum de estudio del grupo musical galés Manic Street Preachers que salió a la venta el 14 de septiembre de 1998 bajo el sello discográfico de Epic Records. Al igual que su predecesor, Everything Must Go, el disco fue un éxito a nivel comercial y de críticas. Fue número 1 en el UK Album Chart, con más de 136 000 copias vendidas. En apenas seis meses, el disco llegó a ser triple platino en el Reino Unido. Por este álbum, Manic Street Preachers se llevó dos premios en los Premios Brit al Mejor disco británico y al Mejor grupo británico en 1999.
Entre las canciones del disco destaca el que fuera primer sencillo del mismo, If You Tolerate This Your Children Will Be Next, una canción de marcado antibelical inspirada en las Brigadas internacionales que fueron a luchar en la Guerra civil española. También se sirvió de inspiración el libro Homenaje a Cataluña de George Orwell.

## Lista de canciones
Todas las canciones del disco están escritas por Nicky Wire, bajista del grupo; con música de James Dean Bradfield (vocalista y guitarrista) y Sean Moore (baterista).
| N.º | Título                                            | Duración |  |
| 1.  | «The Everlasting»                                 | 6:09     |  |
| 2.  | «If You Tolerate This Your Children Will Be Next» | 4:50     |  |
| 3.  | «You Stole the Sun from My Heart»                 | 4:20     |  |
| 4.  | «Ready for Drowning»                              | 4:32     |  |
| 5.  | «Tsunami»                                         | 3:51     |  |
| 6.  | «My Little Empire»                                | 5:51     |  |
| 7.  | «I'm Not Working»                                 | 3:40     |  |
| 8.  | «You're Tender and You're Tired»                  | 4:37     |  |
| 9.  | «Born a Girl»                                     | 4:12     |  |
| 10. | «Be Natural»                                      | 5:12     |  |
| 11. | «Black Dog on My Shoulder»                        | 4:48     |  |
| 12. | «"Nobody Loved You»                               | 4:44     |  |
| 13. | «S.Y.M.M»                                         | 5:57     |  |